# أرتور دي نابولي
أرتور دي نابولي (بالإيطالية: Arturo Di Napoli)‏ (18 أبريل 1974 في إيطاليا - ) هو مدرب كرة قدم ولاعب كرة قدم إيطالي في مركز الهجوم. لعب مع إنتر ميلان ونادي إمبولي ونادي باليرمو ونادي بياتشينزا ونادي ساليرنيتانا ونادي سيينا ونادي فيتشينزا ونادي فينيزيا ونادي مسينا ونادي نابولي وASD Città di Acireale 1946 ‏ ونادي كارونيزي ‏ وHistory of AS Gualdo Calcio ‏ وASD Gualdo Casacastalda ‏.

## وصلات خارجية
- أرتور دي نابولي على موقع قاعدة بيانات كرة القدم.إي يو (الإنجليزية)
- أرتور دي نابولي على موقع عالم كرة القدم.نت (الإنجليزية)